# Leonpol
Leonpol (biał. Лявонпаль, Lawonpal) – wieś na Białorusi, w obwodzie witebskim, w rejonie miorskim, nad rzeką Dźwiną.
Siedziba parafii prawosławnej pw. Świętej Trójcy.
Dawne miasteczko województwa połockiego I Rzeczypospolitej, do 1945 miasteczko w Polsce, w województwie wileńskim, w powiecie dziśnieńskim do 1925, w pow. brasławskim do 1939, siedziba gminy Leonpol.

## Historia
W 1745 roku pisarz wielki litewski Mikołaj Tadeusz Łopaciński nabył majątek zwany „Czuryłowicze” lub „Lilki” od Kleczkowskich i zmienił jego nazwę na Leonpol na cześć swojego ojca Leona. W latach 1768–1769 M. Łopaciński wybudował tutaj niewielki pałac w stylu późnego baroku. W 1772 roku zbudowano kościół wraz z dzwonnicą. Własność Łopacińskich z linii wojewódzkiej: Mikołaja Tadeusza do 1778 roku, z odnogi szarkowskiej – Jana Nikodema aż do sprzedaży w 1802 roku, z odnogi saryjskiej – Tomasza Ignacego do 1817 roku, Józefa Adama do 1835 roku, Ignacego Dominika do 1882 roku, Stanisława Jana, a następnie Euzebiusza Mariana do 1939 roku. W latach 1842–45 majątek był zarekwirowany przez władze carskie, w związku ze sprzeciwem I. Łopacińskiego, wyrażonym wobec przymusowego nawracania jego unickich poddanych na prawosławie.
W wyniku II rozbioru Polski miejscowość została przyłączona do Rosji w składzie powiatu dziśnieńskiego guberni mińskiej (od 1842 roku w guberni wileńskiej). W I poł. XIX wieku działała tkalnia płótna, obrusów i serwet z miejscowego lnu, zamknięta w 1840 roku. W 1863 roku wojska rosyjskie spaliły pałac, a główna siedziba rodu została przeniesiona do Sarii. Pałac został odbudowany dopiero w latach 1905–06 przez St. Łopacińskiego. W 1866 roku było 26 domów i 109 mieszkańców (69 Żydów, 27 prawosławnych i 15 rzym. kat.).
W 1919 roku spłonął pałac, który został przekazany przez Euzebiusza Łopacińskiego na potrzeby kościoła katolickiego, po 1925 roku odbudowany i przebudowany jego kosztem przez architekta Jana Borowskiego. W 1921 roku w miasteczku były 72 domy i 382 mieszkańów (172 prawosł., 138 Żydów i 66 rzym. kat.), a w folwarku 7 domów i 54 mieszk. (35 rzym. kat. i 19 prawosł.). W 1931 roku w miasteczku było 84 domów i 482 mieszk., a w folwarku 5 domów i 48 mieszkańców.
W okresie międzywojennym umiejscowiona była tu kompania graniczna KOP „Leonpol” oraz strażnica KOP „Leonpol”.
Po II wojnie światowej zamknięto cerkiew (dawny kościół), a w pałacu mieściły się mleczarnia, technikum rolnicze i szkoła specjalna.
Obecnie (w niepodległej Białorusi) cerkiew pełni funkcje kultowe.

Мiasteczko na starych zdjęciach
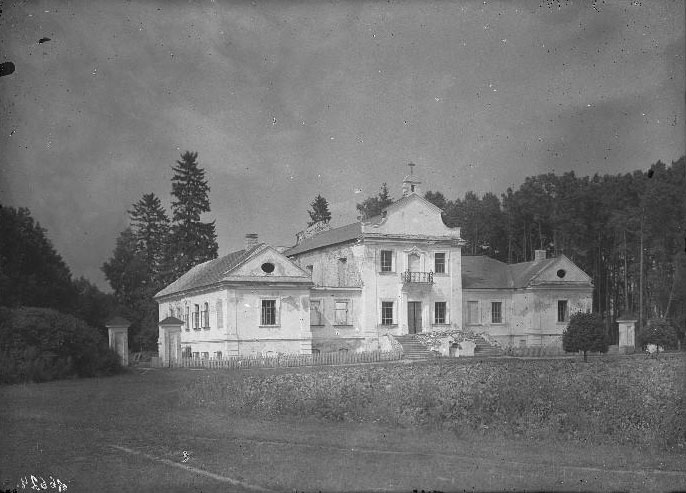
Pałac
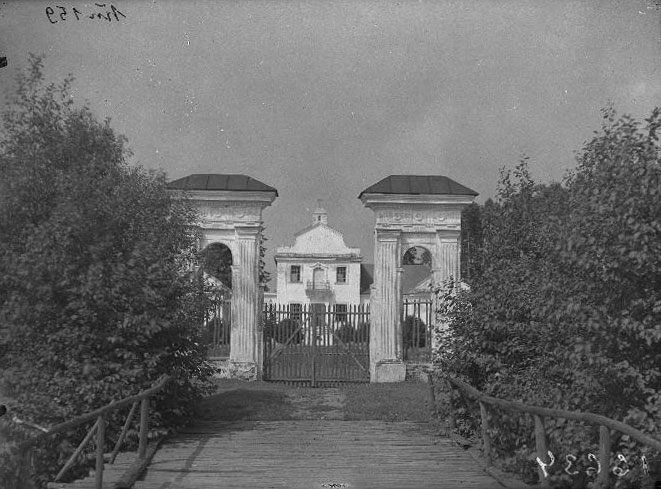
Brama pałacowa
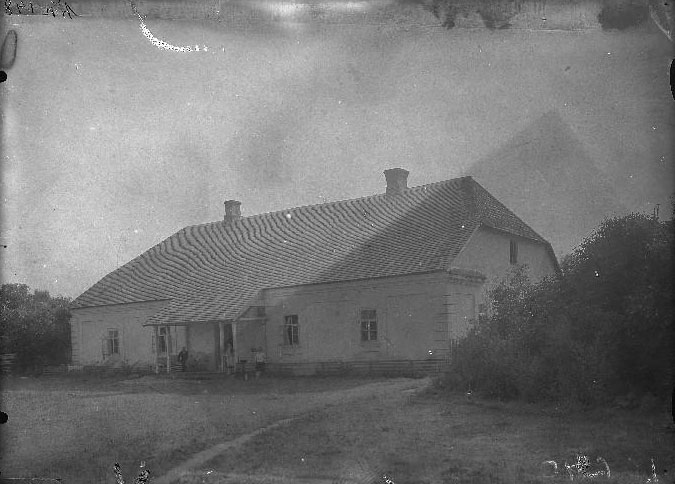
Dwór
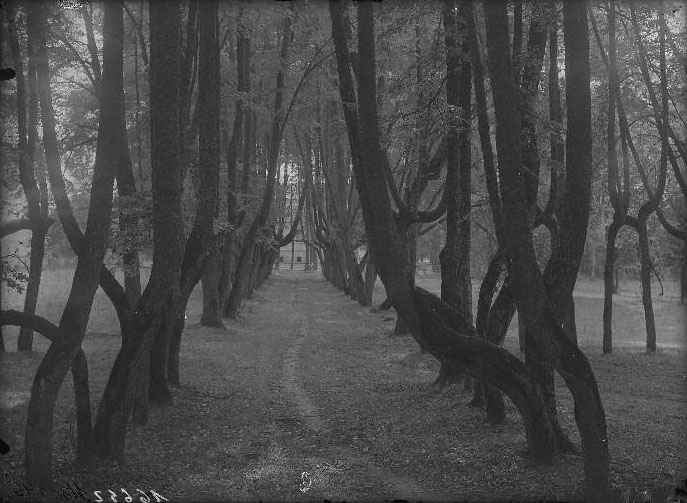
Park pałacowy
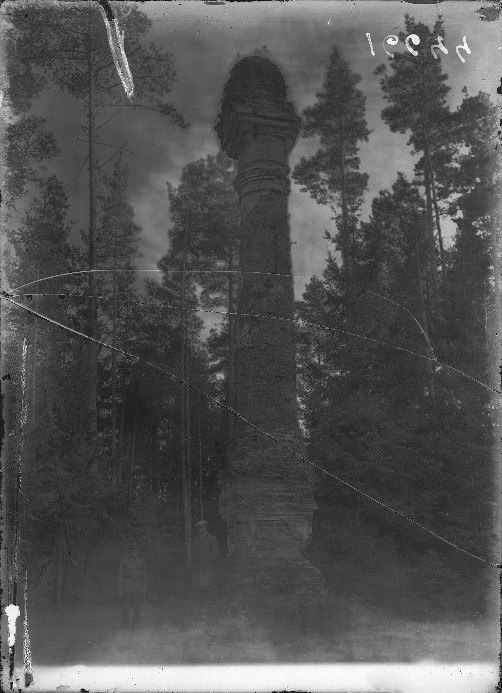
Kolumna
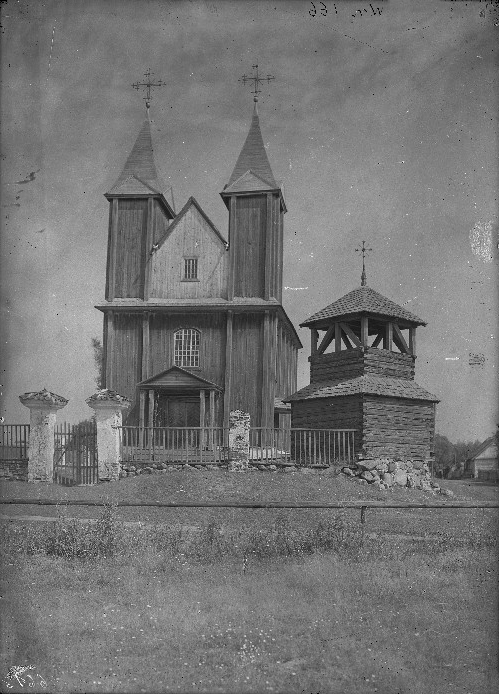
Cerkiew z przodu
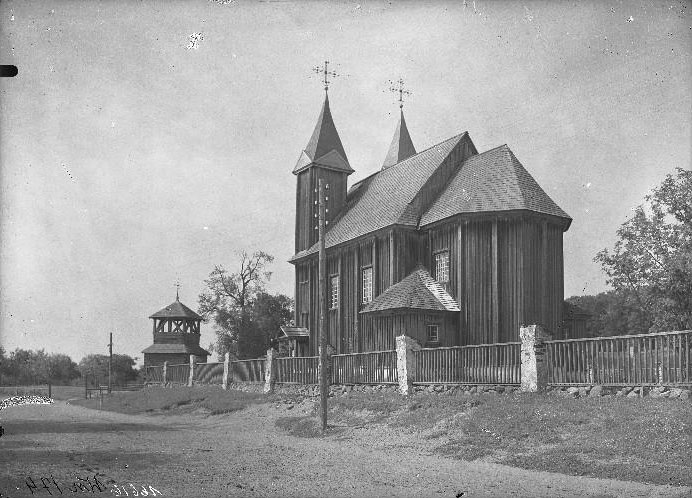
Cerkiew z tyłu
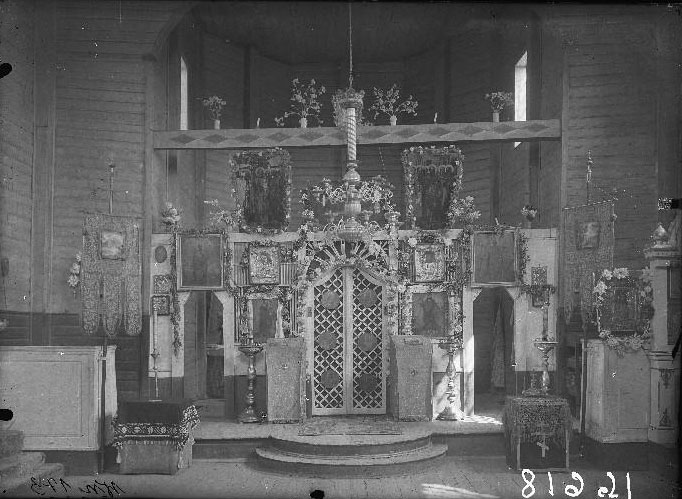
Wnętrze cerkwi

## Zabytki
- Pałac w stylu późnego baroku (1768-1769), który zachował się do naszych czasów. Nie zachowały się park francuski na tarasach oraz brama wjazdowa w osi pałacu
- Cerkiew Świętej Trójcy (1774–1782), d. greckokatolicka, obecnie prawosławna, zbudowana przez Mikołaja Łopacińskiego, świątynia parafialna
- Kolumna ku czci Konstytucji 3 Maja (1791) ufundowana przez Jana Nikodema Łopacińskiego w końcu XVIII w.

## Galeria

Krajobrazy Leonpola
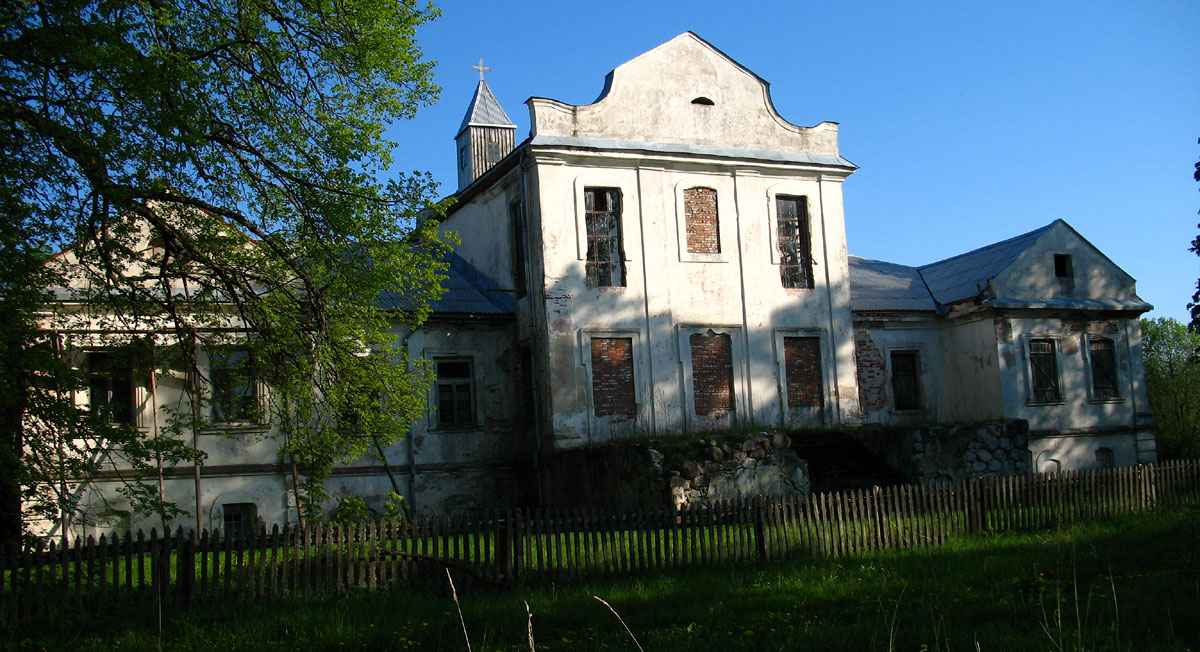
Pałac (obecnie kościół)
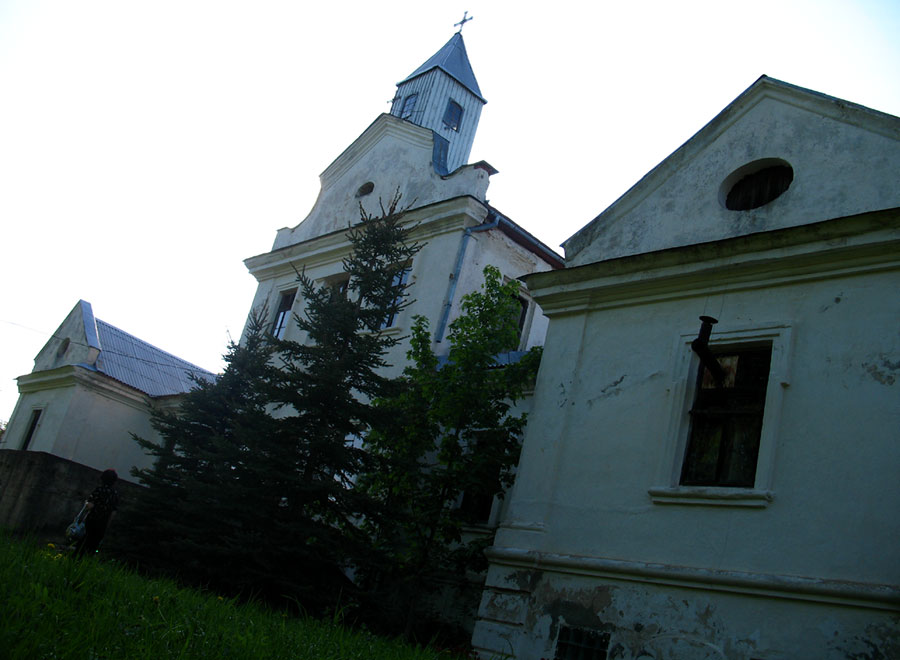
Pałac
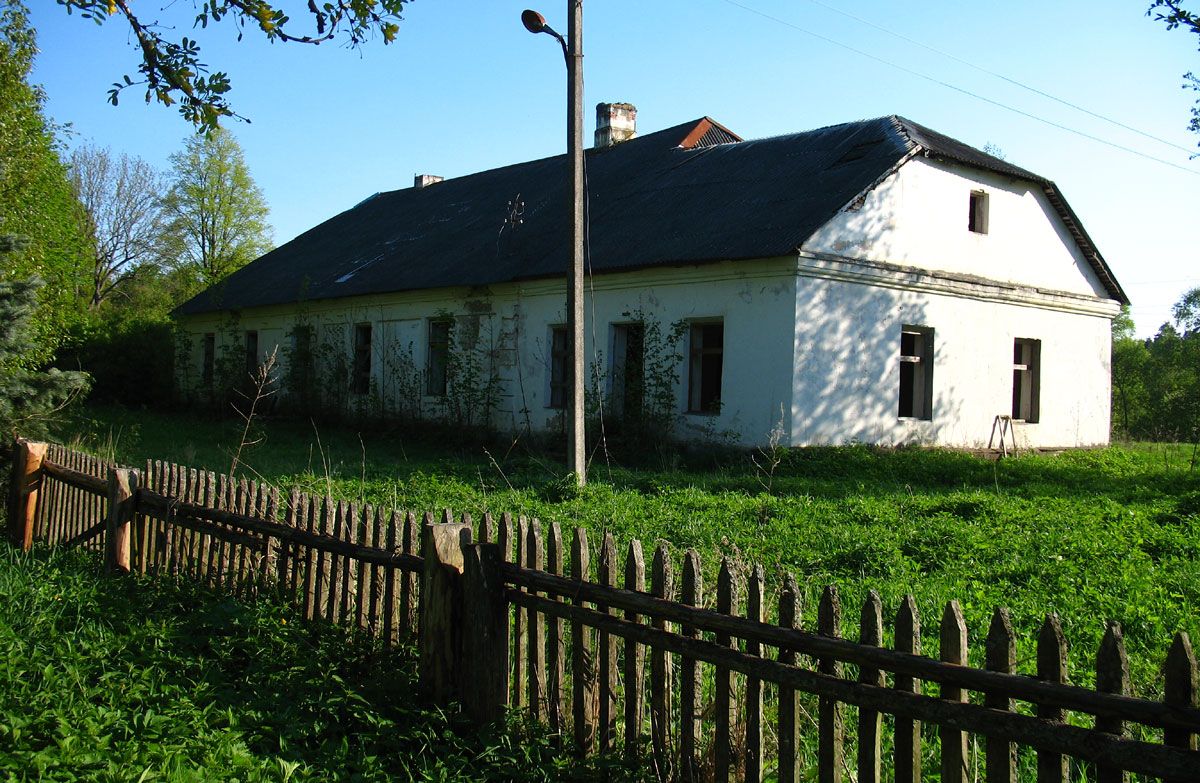
Dwór
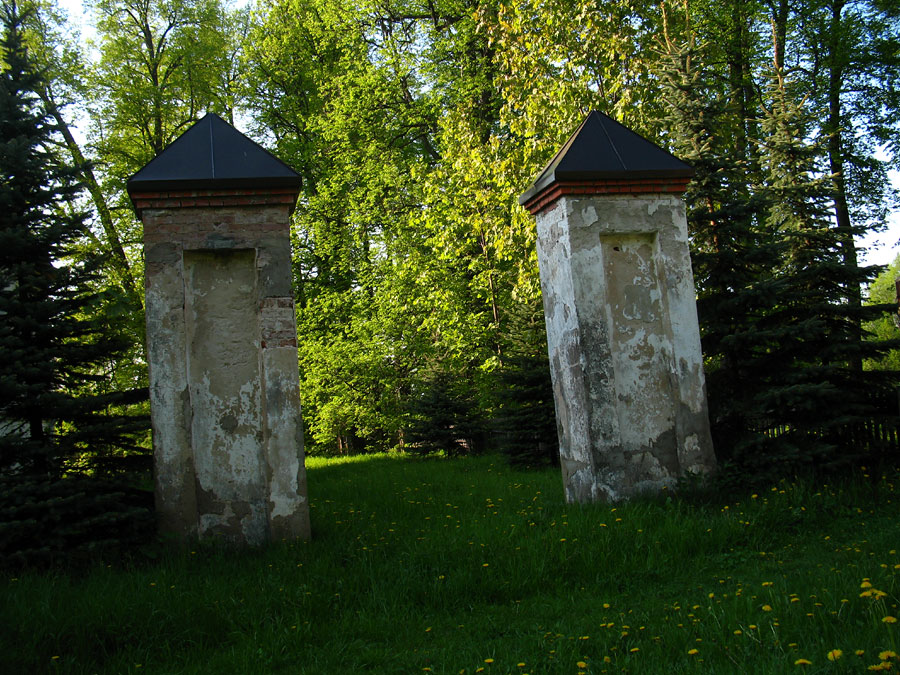
Brama pałacowa
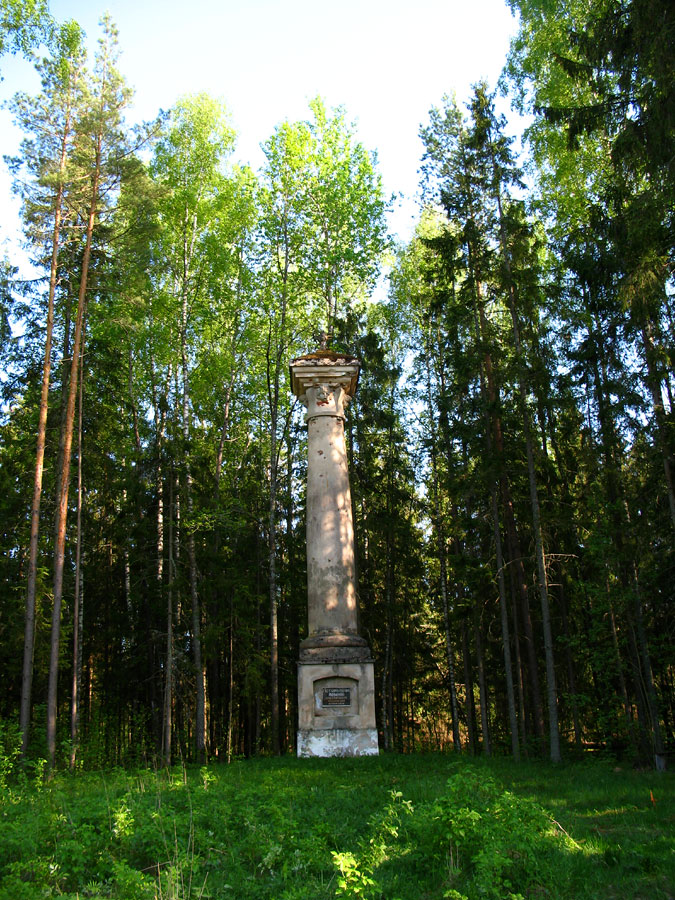
Kolumna
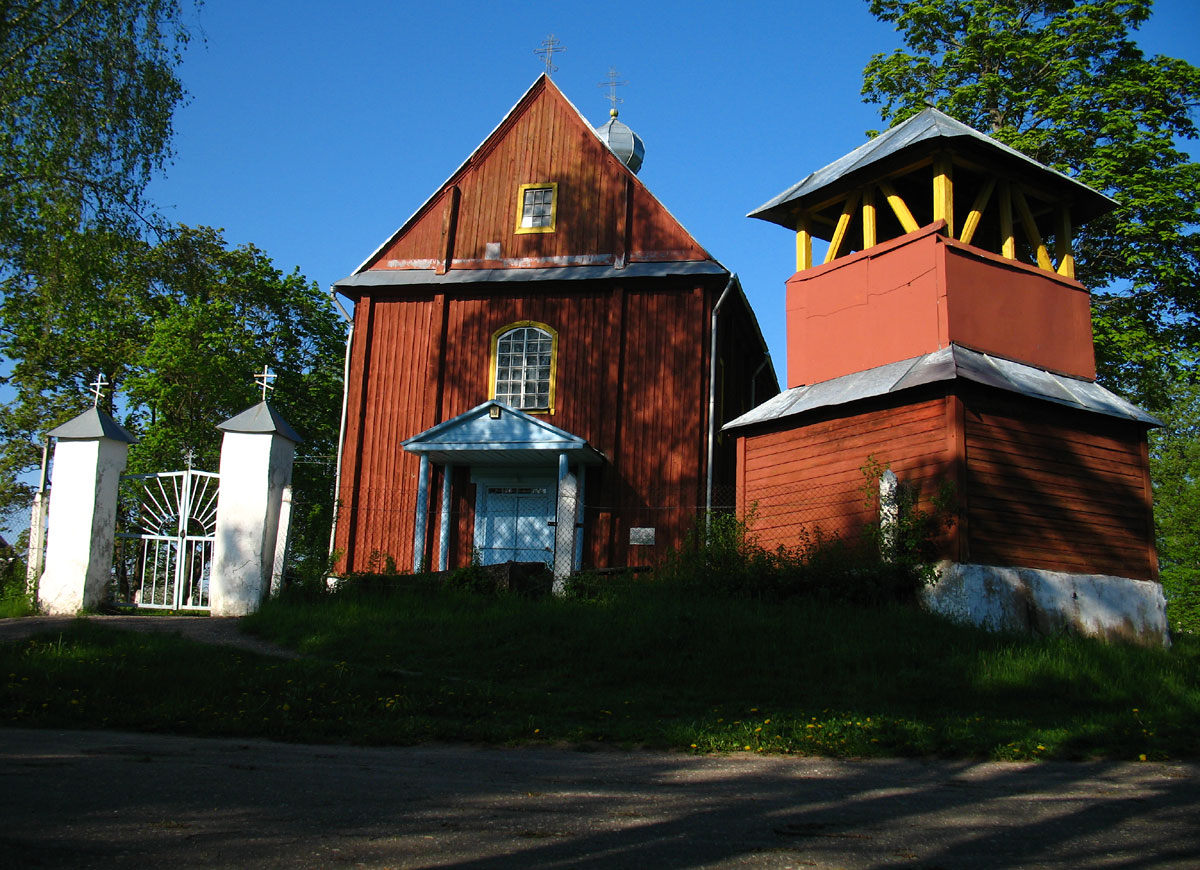
Cerkiew Trójcy Świętej
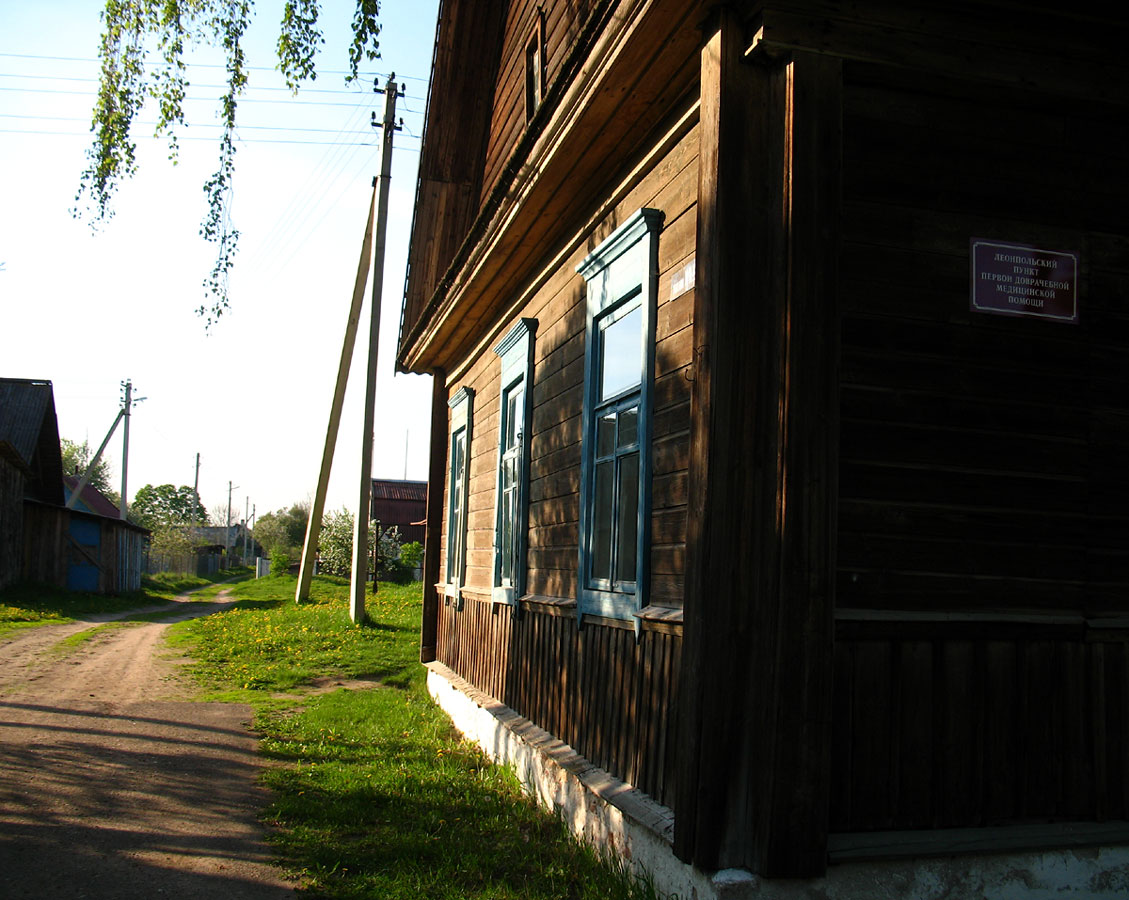
Ulica
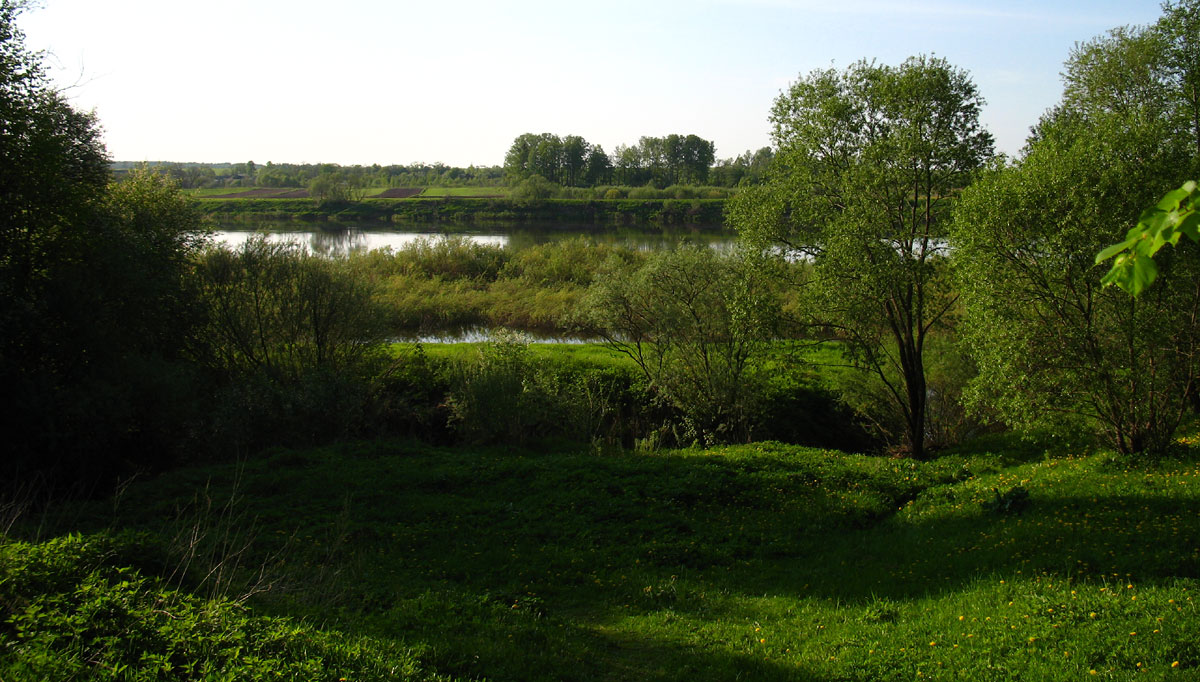
Dźwina